# 张伟烈
张伟烈（1911年6月—2006年4月25日），中华人民共和国政治人物、外交官。
1960年，接替陈志方担任中华人民共和国驻伊拉克大使。1965年，由曹痴接任。1971年，担任中华人民共和国驻摩洛哥大使。1974年，担任中华人民共和国驻蒙古大使。1978年，担任中华人民共和国驻泰国大使。